# 여호와를 경외하라

여호와를 경외하라, 영국 스퍼날에 있는 세인트 레오라드 교회 (신명기 10:20)

여호와를 경외하라 (fear of God)라는 말은 구약성경에 나오는 여호와 하나님을 존경하고, 두려워하고, 그리고 순복하라는 특별한 의미이다. 일신교의 종교를 믿는 사람들은 신의 심판, 지옥 그리고 신의 전능함을 두려워해야 하는 것이다.

## 성경
- 말라기 3:16 그 때에 여호와를 경외하는 자들이 피차에 말하매 여호와께서 그것을 분명히 들으시고 여호와를 경외하는 자와 그 이름을 존중히 여기는 자를 위하여 여호와 앞에 있는 기념책에 기록하셨느니라
- 시편 135:20 레위 족속아 여호와를 송축하라 여호와를 경외하는 너희들아 여호와를 송축하라
- 시편 34:9 너희 성도들아 여호와를 경외하라 그를 경외하는 자에게는 부족함이 없도다
- 시편 128:4 여호와를 경외하는 자는 이같이 복을 얻으리로다
- 시편 2:11 여호와를 경외함으로 섬기고 떨며 즐거워할지어다
- 잠언 19:23 여호와를 경외하는 것은 사람으로 생명에 이르게 하는 것이라 경외하는 자는 족하게 지내고 재앙을 당하지 아니하느니라
- 시편 128:1 여호와를 경외하며 그의 길을 걷는 자마다 복이 있도다
- 시편 115:11 여호와를 경외하는 자들아 너희는 여호와를 의지하여라 그는 너희의 도움이시요 너희의 방패시로다
- 잠언 15:33 여호와를 경외하는 것은 지혜의 훈계라 겸손은 존귀의 길잡이니라
- 잠언 14:2 정직하게 행하는 자는 여호와를 경외하여도 패역하게 행하는 자는 여호와를 경멸하느니라.[1]

## 같이 보기
- 하나님을 경외하는 자들
- 코람데오
- 여호와의 눈